# Maurits Christopher Hansen
Maurits Christopher Hansen (* 5. Juli 1794 in Modum; † 16. März 1852 in Kongsberg) war ein norwegischer Schullehrer, Rektor, Lehrbuchverfasser, Schriftsteller der Spätaufklärung und Romantik.

## Leben und Werdegang
Seine Eltern waren der Kaplan und spätere Pfarrer Carl Hansen (1757–1826) und dessen Frau Abigael Wulfsberg (1758–1823). Am 20. Oktober 1816 heiratete er die Lehrerin Helvig Leschly (23. April 1789–26. Februar 1874), Tochter des Zollkassierers und Reservemajors Mauritz Leschly (1758–1820) und dessen Frau Elen Marie Bergwitz (1760–1823).
Hansen wuchs in Porsgrunn und Skedsmo auf. 1809 besuchte er das Gymnasium Kristiania katedralskole, wo er seine Schulausbildung 1814 beendete.
Er schrieb sich danach bei der Universität Kristiania für Philologie und Ästhetik ein. Seine wirtschaftlich engen Verhältnisse zwangen ihn, seinen Lebensunterhalt selbst zu verdienen, so dass er sein Studium vernachlässigte. 1815 wurde er Lehrer an der Bürgerschule in Christiania, 1816 Lehrer an der Kriegsschule. 1817 gründete er mit seiner Frau eine Höhere Mädchenschule, die die beiden bis 1820 betrieben. Dann kam er an die Realschule in Trondheim. 1825 wurde er Hilfslehrer an der Kathedralschule in Trondheim und von 1826 Rektor bei Kongsberg middelskole bis zu seinem Tod im Jahr 1842. Auch hier betrieb er mit seiner Frau eine Mädchenschule. Die Gründung zweier Mädchenschulen ist starker Beleg dafür, dass Hansen – anders als die weit verbreitete Meinung seiner Zeit – den Frauen ein natürliches Recht auf Bildung zusprach. Seine Tochter Johanne Kathrine zum Beispiel wurde von ihm selbst unterrichtet mit dem Ziel, sie auf die Hochschulaufnahmeprüfung vorzubereiten.

## Wirken
Als Lehrbuchautor verfasste er eine große norwegische Grammatik, in der fünften Auflage allerdings in einer radikal vereinfachten Orthographie, wie sie sich erst um 1900 durchsetzte. Sie kam daher damals nicht zur Anwendung. Aber die vierte Auflage wurde bis 1858 nachgedruckt. Eine Zeit lang war er auch Redakteur von Morgenbladets „Ästhetischer Sonntagsnummer“, später des Magazins Den norske Huusven (Der norwegische Hausfreund) und des Bildermagazins für Kinder.
Als Dichter begründete er durch Digtninger (1816) seinen Ruf. Ihnen folgten novellistische Arbeiten, die sich durch Phantasie und realistische Auffassung des Volkslebens auszeichnen, wie:
- Luren,
- Bergmanden,
- Den gale Christian und andere, ferner die Dramen:
- Nor og Gor, zur Feier der Vereinigung der beiden skandinavischen Reiche, und
- Hakon Athelstan (1838) und der Roman
- Polykarps supplerede Manuskripter eller en Slægts Historie.

Auch als Lyriker und Idyllendichter, z. B. im  Norsk Idylkrands (Christiana, 1831), nimmt Hansen einen ehrenvollen Platz ein. Eine Sammlung seiner Schriften erschien zu Bergen 1841–1843. Seine Noveller og Fortællinger gab Schwach (Christiana 1855–1858, 8 Bände) heraus.
Hansen gilt als einer der ersten Verfasser norwegischer Romane. Er schrieb in verschiedenen Genren, unter anderem schuf er die erste norwegische Bauernerzählungen und publizierte die Kriminalerzählung Mordet på Maskinbygger Roolfsen. Kriminalanekdote fra Kongsberg (1839, „Der Mord an Maschinenhersteller Roolfsen. Kriminalanekdote aus Kongsberg“), zwei Jahren vor Edgar Allan Poes The Murders in the Rue Morgue (1841) erschien.
Bekannt wurde Maurits Hansen vor allem durch seine Novellen, wovon viele Kriminalerzählungen sind. Er schrieb innerhalb von 20 Jahren 80 Novellen. Er war beeinflusst durch Friedrich de la Motte Fouqué, sir Walter Scott. Henrik Ibsen lernte seine rückschauende Enthüllungstechnik von den Werken Hansens.

## Werke

### Belletristik
- Digtninger, samlede 1816. 1816.
- Othar af Bretagne. 1819. (Neuausgabe 1994: ISBN 82-7488-042-0)
- Digtninger, samlede 1825. 1825.
- Eventyret ved Rigsgrændsen. 1828.
- Norsk Idylkrands. 1831.
- Den Forskudte. 1838.
- Mordet paa Maskinbygger Roolfsen. 1840 [= Dezember 1839]. (Neuausgabe 2004: ISBN 82-05-23928-2)
- Tone. 1843.
- Mauritz Hansens Noveller og Fortællinger. 8 Bände. 1855-1858.
- Brødrene. 1866.
- Novellen. 1827.

### Lehrwerke
- Forsøg til en Grammatik i Modersmaalet. 1822.
- Practisk Veiledning i Modersmaalet. 1825.
- Kortfattet latinsk lexikon. 1831.
- Omrids af Geographien til Brug for Begyndere, især i Borger- og Almueskoler. 1831.
- ABC instructif four apprendre aux enfans les elemens de la langue francaise. 1833.
- Systematisk fremstilling af det latinske sprogs combinationslære. 1834.
- Skolegrammatik i det franske Sprog. 1834.
- Almindelig Verdenshistorie fra de ældste indtil vore Tider. 1838.
- Julies Brevsamling. Praktisk Veiledning til Brevstil for unge Fruentimmer. 1840.